# Baltisch voetbalkampioenschap 1919/20
In 1919/20 werd het achtste voetbalkampioenschap gespeeld dat georganiseerd werd door de Baltische voetbalbond. Het was het eerste kampioenschap na de Eerste Wereldoorlog. 
Titania Stettin werd kampioen en plaatste zich voor de eindronde om de Duitse landstitel. De club versloeg in de eerste ronde Arminia Hannover en werd in de halve finale verslagen door 1. FC Nürnberg. 

## Deelnemers aan de eindronde
| Club                          | Gekwalificeerd als        |
| ----------------------------- | ------------------------- |
| SV Prussia-Samland Königsberg | Kampioen van Oost-Pruisen |
| Stettiner FC Titania          | Kampioen van Pommeren     |
| VfL Danzig                    | Kampioen van West-Pruisen |

## Eindstand
| Plaats | Club                          | Wed. | W | G | V | Saldo | Ptn. |
| ------ | ----------------------------- | ---- | - | - | - | ----- | ---- |
| 1.     | Stettiner FC Titania          | 2    | 2 | 0 | 0 | 4:1   | 4:0  |
| 2.     | VfL Danzig                    | 2    | 1 | 0 | 1 | 1:2   | 2:2  |
| 3.     | SV Prussia-Samland Königsberg | 2    | 0 | 0 | 2 | 1:3   | 0:4  |

|  | Kampioen |